# Campeonato Mundial de Atletismo en Pista Cubierta de 2028
El XXII Campeonato Mundial de Atletismo en Pista Cubierta se celebrará en marzo de 2028 bajo la organización de World Athletics.

## Candidaturas
Las siguientes federaciones nacionales han presentado su candidatura para la realización del campeonato:
- Nueva Zelanda.[1]